# East Is East
East Is East - Una famiglia ideale (East Is East) è un film del 1999 diretto da Damien O'Donnell.

## Trama
Salford, nei pressi di Manchester, anni settanta. Jahangir Khan, soprannominato George, è un immigrato pakistano di religione islamica, residente in Gran Bretagna dal 1937. Sebbene risulti avere già una moglie in Pakistan, George è sposato da 25 anni con Ella, una donna inglese di origini irlandesi e di religione cattolica, da cui ha avuto sette figli: Nazir, Abdul, Tariq, Maneer, Saleem, Meenah e Sajid.
Le difficoltà per i Khan cominciano quando Nazir, il primogenito, rifiuta di sposare la ragazza pakistana che il padre gli ha scelto, facendo così naufragare malamente la cerimonia, e fuggendo a Londra. In seguito a ciò, viene disconosciuto dal padre. La famiglia gestisce un fish and chips in un quartiere operaio dove si iniziano ad avvertire i primi segnali di tensione interetnica: sui muri, infatti, compaiono i manifesti di Enoch Powell, un politico conservatore e xenofobo.
Intanto la vita continua nella famiglia Khan, e Sajid, il figlio più piccolo, ha scoperto di dover essere circonciso. Tenta di opporsi, ma invano. Nel frattempo George pensa ancora a come combinare dei vantaggiosi matrimoni per la sua famiglia e viene presentato al signor Shah, in cerca di due mariti per le due brutte figlie, a cui promette i suoi due figli Tariq e Abdul. Tariq però frequenta di nascosto la discoteca della zona e flirta con una ragazza bianca, nipote del vicino di casa razzista e xenofobo dei Khan, e nessuno dei due figli è disposto a prestarsi a un matrimonio combinato.

## Distribuzione
È stato presentato nella Quinzaine des Réalisateurs al 52º Festival di Cannes.

## Riconoscimenti
- * 1999 - BAFTA
  - Miglior film
  - Miglior sceneggiatura'
- 1999 - SEMINCI
  - Espiga de oro per il miglior film
  - Miglior attrice a Linda Bassett

## Tracce
The Banner Man - Blue Mink (1972)